# Národně socialistické hnutí (USA)

vlajka NSM

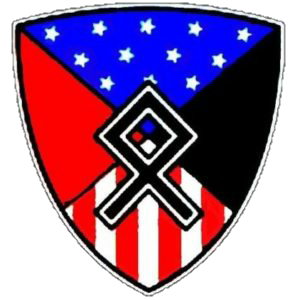
"znak" NSM

Národně socialistické hnutí (anglicky National Socialist Movement) je neonacistická politická strana ve Spojených státech amerických. Založil ji v roce 1974 Robert Brannen, bývalý člen Americké nacistické strany.
Dne 1. května 2011 zastřelil šéfa kalifornské pobočky strany, Jeffa Halla, jeho desetiletý syn.